# 彼得斯峰
82°14′S 160°4′E / 82.233°S 160.067°E
彼得斯峰（英語：Peters Peak），是南極洲的山峰，位於沙克爾頓海岸，處於梅爾羅斯峰以北7公里，屬於霍利約克山脈的一部分，海拔高度2,220米，美國地質調查局根據測量和該國海軍的空中照片繪入地圖，現時由南極條約體系管理。